# Campeonato Panamericano de Judo de 1985
El XV Campeonato Panamericano de Judo se celebró en La Habana (Cuba) entre el 14 y el 17 de febrero de 1985 bajo la organización de la Unión Panamericana de Judo.
En total se disputaron dieciséis pruebas diferentes, ocho masculinas y ocho femeninas.

## Resultados

### Masculino
| Evento            | Oro                          | Plata                           | Bronce                                                             |
| ----------------- | ---------------------------- | ------------------------------- | ------------------------------------------------------------------ |
| –60 kg            | Sergio Almeida · Brasil      | Mickey Matsumoto Estados Unidos | José Rodríguez Carbonell · Cuba · Jorge Di Nocco · Argentina       |
| –65 kg            | Ignacio Sayu · Cuba          | Doug Tono Estados Unidos        | Neilton Silva · Brasil · Víctor Rivera · Puerto Rico               |
| –71 kg            | Mario Tsutsui · Brasil       | Federico Vizcarra · México      | Roberto Lagman · Argentina · Luis Dantes · Cuba                    |
| –78 kg            | Brett Barron Estados Unidos  | Carlos Huttich · México         | Wilfredo Scull Castillo · Cuba · Delmo Fernandes Baptista · Brasil |
| –86 kg            | José González Rosabal · Cuba | Tommy Martin Estados Unidos     | Louis Jani · Canadá · Óscar Mota · Venezuela                       |
| –95 kg            | Alfredo Fernandez · Brasil   | Joseph Meli · Canadá            | Isaac Azcuy Oliva · Cuba · Fabián Lannutti · Argentina             |
| +95 kg            | Frank Moreno García · Cuba   | Frederico Flexa · Brasil        | Mark Berger · Canadá · Frank Nowland · Estados Unidos              |
| Categoría abierta | José Johnson Valle · Cuba    | Fred Blaney · Canadá            | Fabián Lannutti · Argentina · Rogerio Cherobim · Brasil            |

### Femenino
| Evento            | Oro                             | Plata                            | Bronce                                                    |
| ----------------- | ------------------------------- | -------------------------------- | --------------------------------------------------------- |
| –48 kg            | María Villapol · Venezuela      | Darlene Anaya Estados Unidos     | Tina Takahashi · Canadá · Maritza Pérez Cárdenas · Cuba   |
| –52 kg            | Mary Lewis Estados Unidos       | Kathy Hubble · Canadá            | Cecilia Alacán · Cuba · Gabriela Vizcarra · México        |
| –56 kg            | Eve Aronoff Estados Unidos      | Iracema Arias · Cuba             | Michelle des Groseilliers · Canadá                        |
| –61 kg            | Kathleen Dalton Estados Unidos  | Cecilia Hernández Llerena · Cuba | Marcela García · México · Telma Coelho de Souza · Brasil  |
| –66 kg            | Christine Penick Estados Unidos | Sandra Greaves · Canadá          | Eva Espinoza · México · Cecilia Caballero Navarro · Cuba  |
| –72 kg            | Tina Stump Estados Unidos       | Soraia André · Brasil            | Nancy Filteau · Canadá                                    |
| +72 kg            | Margaret Castro Estados Unidos  | Olga Quesada · Cuba              | Mara Narancic Argentina                                   |
| Categoría abierta | Olga Quesada · Cuba             | Soraia André · Brasil            | Jean Kanokogi Estados Unidos Grisel del Valle Puerto Rico |

## Medallero
| Núm. | País           | Oro | Plata | Bronce | Total |
| ---- | -------------- | --- | ----- | ------ | ----- |
| 1    | Estados Unidos | 7   | 4     | 2      | 13    |
| 2    | Cuba           | 5   | 3     | 7      | 15    |
| 3    | Brasil         | 3   | 3     | 4      | 10    |
| 4    | Venezuela      | 1   | 0     | 1      | 2     |
| 5    | Canadá         | 0   | 4     | 5      | 9     |
| 6    | México         | 0   | 2     | 3      | 5     |
| 7    | Argentina      | 0   | 0     | 5      | 5     |
| 8    | Puerto Rico    | 0   | 0     | 2      | 2     |
|      | TOTAL          | 16  | 16    | 29     | 61    |